# 佩德罗·路易斯 (奥尔良-布拉干萨)
佩德罗·路易斯·玛利亚·若泽·米格尔·拉斐尔·加布里埃尔·冈萨加·德·奥尔良-布拉干萨（Pedro Luiz Maria José Miguel Gabriel Rafael Gonzaga de Orleans e Bragança；1983年1月12日—2009年6月1日），出生于里约热内卢。巴西王子。是巴西皇位瓦索拉斯系继承人安东尼奥的长子。2009年在法国航空447号班机空难中丧生。